# Alsace bossue
Pour les articles homonymes, voir Alsace (homonymie).
L’Alsace bossue (en alsacien et francique rhénan : ’s Krumme Elsåss) – parfois appelée Alsace torse (vieilli) et plus rarement Alsace d'Outre-Vosges– est une région naturelle de France, issue des anciens comtés de Sarrewerden et d'une partie de celui de la Petite-Pierre, située sur le plateau lorrain mais faisant administrativement partie de l'Alsace.
L'Alsace Bossue est située à l'ouest du massif vosgien et de la plaine du Rhin sur le plateau lorrain, à cheval entre le parc naturel régional de Lorraine et le parc naturel régional des Vosges du Nord. Cependant l'ancien comté de Sarrewerden, ayant été à majorité protestante depuis le XVIe siècle, a été rattaché au département du Bas-Rhin en novembre 1793, sachant que la Lorraine a toujours été très largement catholique.
L'Alsace bossue constitue en quelque sorte une annexion de l'Alsace sur la Lorraine pour des motifs religieux. Elle forme par ailleurs un continuum culturel et linguistique avec les pays de Sarreguemines et de Bitche au nord, ainsi que le pays de Sarrebourg au sud, qui eux sont situés en Moselle germanophone. Ces trois entités formaient au Moyen Âge la Haute Sargovie (Oberer Saargau), territoire qui s'étendait du Donon jusqu'à Sarreguemines, centré sur la Sarre et dont Sarrebourg était le chef-lieu.

## Étymologie
Selon l'office du tourisme de la région : « Encore de nos jours, aucune explication du terme bossue n'est attestée. Cependant, il est couramment admis que l'Alsace Bossue a été qualifiée ainsi de par sa géographie [c'est-à-dire son relief]. Région vallonnée, bosselée, elle apparaît effectivement bossue à l’œil du visiteur en contraste avec la plaine alsacienne. Cependant, une explication historique est régulièrement évoquée. Dernier territoire rattaché à la France en 1793, l'Alsace Bossue devait être intégrée au département de la Moselle. Pour des raisons confessionnelles (Moselle catholique, Alsace Bossue protestante), ce petit territoire a finalement été rattaché à l'Alsace, à dominante protestante. On parla alors de la bosse sur le dos de l'Alsace ! »

## Géographie
Les sols relèvent du plateau lorrain. Les rivières s’écoulant vers la Lorraine, rejoignent les eaux de la Sarre et appartiennent au bassin versant du Rhin. Les principaux cours d'eau d'Alsace bossue sont la Sarre, l'Eichel et l'Isch.
Situé au nord-ouest du département du Bas-Rhin et adossé au versant ouest des Vosges du Nord, ce territoire est enclavé au trois-quarts par le département lorrain de la Moselle, l'unique lien territorial avec l'Alsace étant la partie est de cette région.

## Mobilités
La communauté de communes de l'Alsace Bossue est devenue Autorité organisatrice de la mobilité (AOM).

## Spécificité linguistique
Seule aire francique rhénane d'Alsace en dehors de Dambach et Obersteinbach, cet espace doit son rattachement à une région alémanique en raison d'une tradition protestante nettement majoritaire. Lors de leur rattachement à la France révolutionnaire, les communes lorraines concernées ont préféré rejoindre une marche alsacienne luthérienne et se disjoindre d'une province presque exclusivement catholique[source insuffisante].

## Habitat
Le type de maison de cette région s'apparente plutôt au style de construction lorraine, par l'aspect extérieur et la disposition par rapport à la rue. Le colombage est plus discret soit beaucoup moins présent que dans le reste de l'Alsace. Cependant, certains détails comme le type de tuile, de pente du toit, de colombages ainsi que l'organisation intérieure de l'habitation fait que ce type de maison est assimilé aux maisons alsaciennes.
Contrairement aux maisons alsaciennes de la plaine, les maisons d'Alsace Bossue présentent généralement leurs longs pans parallèlement à la rue et les constructions sont mitoyennes entre elles.
La façade sur rue peut être précédée d'un usoir, d'un perron et d'un Schopf / Schopp, caractéristiques de l'habitat rural de cette région.

## Histoire et patrimoine
L'Alsace bossue fut peuplée dès le Néolithique. Elle regroupe les communes autrefois intégrées aux anciens comtés de Sarrewerden et de La Petite-Pierre et à la seigneurie de Diemeringen et d'Asswiller. De nos jours de nombreux vestiges archéologiques et châteaux sont encore visibles.
Ancienne terre d'Empire, l'une des dernières à avoir été rattachées à la France en 1793, cette région, pendant les périodes d'Ancien Régime, vit s'installer des Néerlandais, des Français, des Suisses, des Allemands et même des Autrichiens. Certains villages possèdent une église catholique, une église luthérienne, et une synagogue.
Cette région conserve un patrimoine ancien exceptionnel, Bonnefontaine (à Altwiller), une des plus riches stations néolithiques d'Alsace avec son château Empire, Mackwiller, qui possède un palais romain avec thermes et mausolée. On y a découvert un des plus grands sanctuaires du dieu Mithra du monde occidental. On peut également découvrir la Wasserburg de Lorentzen ou le château Renaissance de Diedendorf qui possède les plus belles peintures murales de l'est de la France. De nombreuses églises gothiques, baroques et néoclassiques, des architectures bourgeoises, des oriels, des villages préservés de l'urbanisme ont su garder tout leur cachet.
L'Alsace Bossue est en effet une zone rurale avec de nombreux vergers, des forêts ombragées, des rivières poissonneuses. À l'aube du XXe siècle, l'industrialisation des campagnes s'est caractérisée par l'implantation de manufactures. Les chapeaux de paille de Langenhagen, la Corderie Alsacienne Dommel, les couronnes de perles Karcher, les gazogènes Imbert ont été longtemps des fabrications de renommée mondiale. Le Musée régional de l'Alsace Bossue à Sarre-Union, permet de découvrir le patrimoine de toute une région.

### Le rattachement au département du Bas-Rhin

Les comtés de Sarrewerden (rouge), de Lützelstein (jaune) et l'enclave française de Bouquenom-Sarrewerden (blanc dans la partie rouge) en 1789.

À la suite du traité de Ryswick (1697), Louis XIV avait dû restituer aux comtes de Nassau dans le cadre de l'Empire, l'ancien comté de Sarrewerden avec la Ville neuve de Neusaarwerden, sous la dépendance du Saint-Empire, l'enclave de Bockenheim-Sarrewerden faisant retour à Léopold, duc de Lorraine, pour revenir à la couronne française en 1766 avec le reste du duché à la mort de Stanislas.
Les autres localités de l'ancien comté de Sarrewerden et de la prévôté de Herbitzeim furent réparties entre les Nassau-Sarrebrücken (bailliage de Harskirchen) et les Nassau-Weilburg (bailliage de Neusaarwerden).
Ces terres formaient une enclave à majorité protestante entourée par les terres de la Lorraine catholique. À partir de 1557, année de l'introduction de la réforme luthérienne dans le comté, la Kirchen-ordnung de Deux-Ponts réglementa la vie religieuse dans la plupart des paroisses des vallées de la Sarre, de l'Eichel et de l'Isch.
Après la Révolution de 1789, en février 1793, cette enclave germanique fut intégrée comme d'autres dans la République française.
Dans le courant du mois d'octobre 1792, Nicolas François Blaux, maire catholique de Sarreguemines et député, avait engagé les communes du comté de Saarwerden, des seigneuries de Diemeringen et d'Assviller à demander leur réunion à la France. Excepté la seigneurie de Diemeringen et 5 autres communes côté Saarwerden, toutes les localités donnèrent une suite favorable à cela. Cependant elles demandaient de ne pas être partagées entre plusieurs districts et/ou départements (ceci pour raison d'orientation de leurs relations économiques). Plus tard, le décret du 14 février 1793 suscita donc un mécontentement parmi la population concernée, car il prévoyait le partage des territoires réunis entre Meurthe, Moselle et Bas-Rhin. Les efforts de M. Blaux pour convaincre les communes récalcitrantes étaient donc plutôt réduits à néant. Et du fait qu'il était hostile au partage, il s'abstint de mettre en place une organisation administrative provisoire.
Malgré cela, les représentants de la Convention auprès de l'armée du Rhin ont pris un arrêté décidant la création provisoire de quatre cantons administrés par les districts voisins : Sarrebourg pour le canton de Drulingen, Sarreguemines pour le canton de Harskirchen, Bitche pour le canton de Diemeringen et Dieuze pour le canton de Wolfskirchen.
Plus tard, contrairement à ce qu'affirmait M. Blaux, les habitants du comté de Saarwerden n'étaient finalement en réalité pas très fixés sur le département auquel ils souhaitaient appartenir. Les habitants de la partie Est du comté voulaient faire partie du Bas-Rhin ou du district de Bitche, ceux qui étaient proches du district de Dieuze demandaient à faire partie de ce district et la même chose pour ceux qui étaient proches de celui de Sarrebourg : après la constitution du district de Saarwerden, plusieurs communes du canton de Drulingen ont essayé d'obtenir leur rattachement au district de Sarrebourg.
Dans le même temps, Les habitants du canton de Wolfskirchen ont également fait des démarches pour obtenir de la Convention nationale un décret définitif pour la réunion de leur canton au district de Dieuze.
Finalement, le 23 novembre 1793 la Convention ratifia la décision d'ériger Neusaarwerden en district et d'incorporer au département bas-rhinois les six cantons nouvellement créés : Bouquenom, Neuf-Sarrewerden, Harskirchen, Wolfskirchen, Drulingen et Diemeringen. L'organisation du district incomba au député Philippe Rühl. Ainsi le Bas-Rhin allait franchir le col de Saverne et se prolonger sur le plateau lorrain pour s'enrichir de 43 communes fortes de près de 18 000 habitants devenant Alsaciens. En 1794 Neusaarwerden et Bockenheim ou Bouquenom furent réunies sous le nom de Saar-Union jusqu'en 1918, puis Sarre-Union.
Dans un souci de régulariser la ligne séparative avec le Bas-Rhin, le conseil général de la Meurthe prend, le 25 juin 1818, une délibération demandant le rattachement au canton de Fénétrange de cinq communes du Bas-Rhin : Baerendorf, Hirschland, Rauwiller, Kirrberg et Gœrlingen, mais ce souhait n'obtient aucune suite favorable car le ministre de la justice y transmet un avis négatif. Durant la période de l'Alsace-Lorraine (1871-1918), un Statthalter évoque le fait qu'il faudrait en profiter pour rattacher les cantons de Sarre-Union, de Drulingen et de la Petite-Pierre administrativement à la Lorraine, cela pour « corriger l'attribution faite par erreur par la Révolution française à l'Alsace ». Plus tard, en avril 2013, le groupe BLE Lorraine réclame également le « retour de l'Alsace Bossue à la Lorraine ».

## Villes principales
- Sarre-Union
- Diemeringen
- Drulingen
- La Petite-Pierre

#### Architecture et patrimoine
- Barbe Noël et Sevin Jean-Christophe, L'Alsace Bossue en vingt objets et quelques autres : courts voyages dans le patrimoine culturel immatériel, Besançon, Éditions du Sekoya, 2016.
- Barbe Noël et Sevin Jean-Christophe, « Curateur ou traducteur ? Exposer le patrimoine culturel immatériel en Alsace Bossue », In Situ, no 33,‎ 2017 (lire en ligne).
- Buchheit Chip, Schwartz Frank et al., Patrimoine industriel de l'Alsace bossue : Bas-Rhin, Lyon, Lieu dits,Service régional de l'inventaire général des monuments et des richesses artistiques de la France, coll. « Itinéraires du patrimoine », 2006, chap. 318.
- Heitz Henri, Lieb Alain et Meyer-Siat P., Altwiller : étude d'habitat rural en Alsace Bossue, Pays d'Alsace, Saverne, Société d'histoire et d'archéologie de Saverne et environs, 1982 (lire en ligne), chap. Cahier 118-119.
- Schwartz Frank, « Particularités des moulins hydrauliques d'Alsace Bossue (Bas-Rhin) », In Situ, no 8,‎ mars 2007 (lire en ligne).
- Savoureuse Alsace Bossue : 40 recettes - 40 "cuisiniers et cuisinières d'Alsace Bossue" (photogr. Yvon Meyer), Drulingen, Éditions Scheuer, coll. « Histoire et Patrimoine d'Alsace Bossue », 2012.

#### Histoire
- Hiegel Henri, Le nom de l'Alsace bossue ou tordue, 1983 (lire en ligne).
- Hoffmann Michel, La vie politique en Alsace Bossue de 1800 à 1870 (Mémoire de maîtrise), Université des sciences humaines de Strasbourg, 1994.
- Kiefer Albert, Vivre en Alsace bossue aux XVIIe et XVIIIe siècles, Sarreguemines, Éditions Confluences, 2016.
- Klein Bernard, La vie politique en Alsace Bossue et dans le pays de La Petite Pierre de 1918 à 1939, t. 47, Strasbourg, Société savante d’Alsace et des régions de l’est, coll. « Recherches et documents », 1991.
- Klein Bernard, Quand l’Alsace Bossue votait rouge… Images de la vie politique en Alsace Bossue durant la Deuxième République française 1848-1852 (Annuaire du musée régional de l’Alsace Bossue), Association d’Histoire et d’Archéologie de Sarre-Union, 1999.
- Lieb Alain, Rieger Théodore et al., Alsace bossue : histoire des lieux et des hommes, art et architecture, Illkirch, Le Verger, 1989.
- Meiss Christiane, Sève ardente : chronique d'une famille de forestiers en Alsace-Bossue, Sarrebourg, Laser informatique Édition électronique, 1992.
- Serfass Charles, La Tourmente, 1525 : la Réforme et la Guerre des paysans : incidences en Alsace bossue, Drulingen, Scheuer, 2007.
- Wilbert Jean-Louis (ill. Abel François), Les sobriquets d'Alsace bossue. d'Spotnäme im Krumme, Drulingen, Scheuer, 2007-20113 tomes : Cantons de Drulingen, La Petite-Pierre et Sarre-Union.
- Richesses du patrimoine juif de l'Alsace Bossue (catalogue de l'exposition qui s'est tenue à Sarre-Union du 25 mai 1997 au 31 décembre 1998), Sarre-Union, Association d'histoire et d'archéologie de Sarre-Union, 1998.

#### Linguistique
- Balliet Pierre, La relative en Alsace Bossue : le groupe verbal dépendant relatif dans les parlers de l'Alsace Bossue : typologie, morphologie et syntaxe, Stuttgart, Akad. Verlag Heinz, 1997.

#### Littérature
- Matter Willy, L'Alsace bossue en 40 poèmes, Drulingen, Scheuer, 2002.

#### Monographies
- Girardin Albert, Kirrberg im Krummen Elsass, (Kirberg), Geschichte eines Hugenottendorfes im deutsch-französischen Grenzraum, Bad Neustadt a.d. Saale, Pfaehler, 1983.

#### Photographie
- Diebolt Hans, Das Krumme Elsass: Ein Bild von seiner Art und Schönheit, Strasbourg, Éditions des Dernières Nouvelles de Strasbourg, 1930.
- Meyer Aline (photogr. Meyer Yvon), L'Alsace bossue en images, Sarreguemines, Éditions Pierron, 1988 (lire en ligne).
- Rohmer Ginette (photogr. Rauch Michel), Alsace Bossue : la nature à nos côtés, Strasbourg, Carré Blanc, 2001.
- Serfass Jean-Georges, Portraits et paysages d'Alsace bossue, Drulingen, Scheuer, 1998.

#### Témoignages
- Martzloff Emmy, Nous, d'Alsace Bossue, Drulingen, Scheuer, 2003Compilation d'articles parus dans les Dernières Nouvelles d'Alsace entre 1994 et 1997.

#### Divers
- Dorn Francis, Identité d’un territoire rural de marge : essai de modélisation : application à l’Alsace Bossue (1920-30 & 2010) (Thèse de doctorat), Université de Strasbourg, 2012 (lire en ligne).
- Agence de développement et d’urbanisme de l’agglomération strasbourgeoise, Référentiel paysager du Bas-Rhin : secteur Alsace bossue, Strasbourg, ADEUS, mars 2013 (lire en ligne).